# Feria de Zaragoza
La Feria de Zaragoza va començar la seva activitat l'any 1941 en la capital aragonesa, amb la celebració d'un saló generalista.
Al pas dels anys s'ha centrat en l'organització d'esdeveniments d'un alt nivell tècnic, especialitzant-se en diversos sectors professionals, aconseguint així la celebració de fires monogràfiques, que a la data compten amb el reconeixement i suport dels diferents sectors, convertint-se en referent en el panorama nacional i internacional.
El recinte de la Fira de Saragossa compta amb una superfície total de 360.000 m², fent-la la fira més gran d'Espanya, disposa d'11 pavellons de diverses dimensions, àmplies àrees exteriors, dotada de tots els serveis necessaris per a la realització de qualsevol mena d'esdeveniment, tant professional com lúdic. Està localitzat a 6 km de l'aeroport de Saragossa i 9 km del centre urbà de la ciutat.

## Història

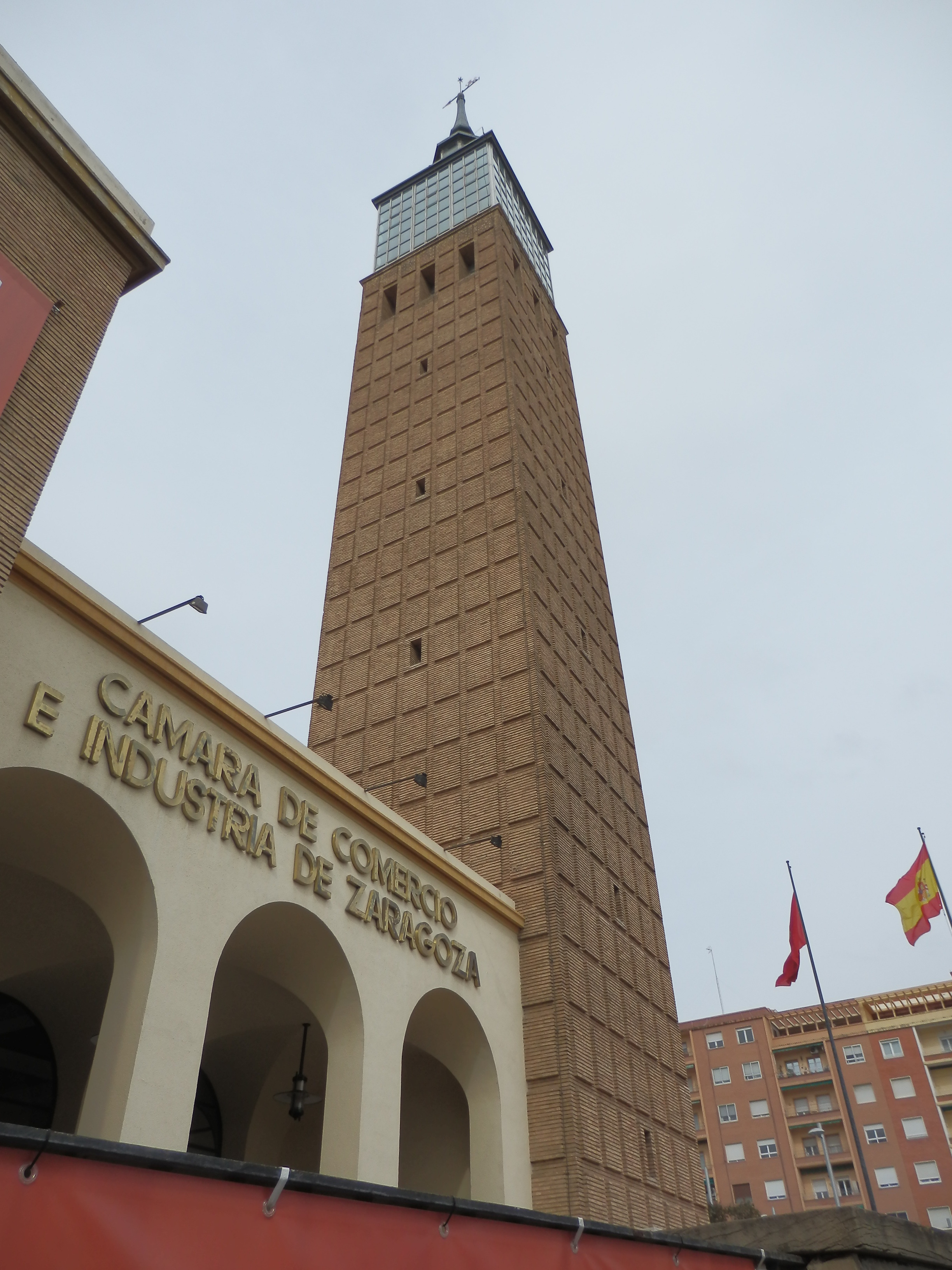
Torre Feria Muestras Zaragoza 1

Als terrenys pròxims al Parc Primo de Rivera adquirits per la Cambra de Comerç de Saragossa i en el que va ser conegut com la Feria de Muestras de Zaragoza, es va celebrar la primera Fira després de la guerra civil l'any 1941, van participar 127 expositors i el certamen es va anar repetint en els anys següents al llarg del mes d'octubre. Als quatre anys, es va alçar dins del reduït recinte la torre neomudèjar que presideix l'antic edifici de la Fira, en 1945 aconsegueix el rang de fira oficial, institucionalitzant-se així definitivament.
El notable creixement desencadenat en els anys successius pels dos principals certàmens celebrats en la Fira de Mostres de Saragossa (Fira Internacional de la Maquinària Agrícola FIMA i Fira Oficial i Nacional de Mostres Fira General condueix al comitè executiu de la institució firal, presidit per José Luis Martínez Candial a iniciar els tràmits per a la construcció d'un nou recinte que doni capacitat a tots els expositors i signatures comercials.
L'any 1986 es va inaugurar l'actual recinte de Fira de Saragossa, en l'autovia de Madrid, km.311,5, que soluciona els problemes derivats per la falta d'espai de l'antiga seu.
Els Reis d'Espanya, Joan Carles I d'Espanya i Sofia de Grècia, acompanyats del ministre d'Indústria, Luis Carlos Croissier Batista, i de les primeres autoritats aragoneses, van inaugurar el nou Palacio de la feria de muestras de Zaragoza.i es van invertir 3.000 milions de pessetes. La Cambra de Comerç i Indústria va aportar 1.200 milions i la resta l'Ajuntament de Saragossa, la Diputació Provincial de Saragossa, el Govern d'Aragó i la Caixa d'Estalvis de Saragossa, Aragó i Rioja (Ibercaja).